# 激愛メリーゴーランド/春夏秋冬
「激愛メリーゴーランド／春夏秋冬」（げきあいメリーゴーランド／しゅんかしゅうとう）は、ヴィジュアル系ロックバンド、Psycho le Cémuのメジャー2枚目のシングル。

## 概要
両A面シングルであるが、春夏秋冬は3曲目に収録されている。
前作「愛の唄」のビデオ・クリップを収録したDVDが付属。

## 収録曲
1. 激愛メリーゴーランド
  - 作詞・作曲:Lida/編曲:Psycho le Cemu,富樫明生

TXドラマ「吸血キラー／聖少女バフィー」エンディング・テーマ
2. 『LONG□DISTANCE』
  - 作詞:DAISHI/作曲:AYA/編曲:Psycho le Cemu,佐久間正英
3. 春夏秋冬
  - 作詞作曲:Lida/編曲:Psycho le Cemu,佐久間正英

JSB「新・音楽楽園」エンディング・テーマ

## 収録アルバム
オリジナル
- 『FRONTIERS』（#1、#3）

ベスト
- 『Psycho le Cemu GREATEST HITS』（#1、#3）
- 『NOW AND THEN 〜THE WORLD〜』（#1、#3）

## カバー
「春夏秋冬」
- Child Nome（矢野奨吾・汐谷文康） - 『チャイム！』収録